# Krommekeer
Krommekeer is een album van Bart Maris (trompet) en Lode Vercampt (cello) uit 2013. De nummers zijn van eigen hand.
Het album bevat elementen uit jazz, klassieke muziek en folk. Krommekeer is genoemd naar een veldweg in Meerbeke, het dorp waar Maris opgroeide.

## Tracklist
| nr. | titel                   | duur           |
| --- | ----------------------- | -------------- |
| 1   | Shaman                  | Maris          |
| 2   | Drie Egypten (1)        | Maris/Vercampt |
| 3   | Pedor                   | Maris          |
| 4   | Bevingen                | Maris          |
| 5   | Drie Egypten (2)        | Maris/Vercampt |
| 6   | Drie Egypten (3)        | Maris/Vercampt |
| 7   | Hemelrijk               | Maris          |
| 8   | Prindaal                | Maris          |
| 9   | De zwarte fles (1)      | Maris          |
| 10  | De zwarte fles (2)      | Maris          |
| 11  | De zwarte fles (3)      | Maris          |
| 12  | De zwarte fles (4)      | Maris          |
| 13  | De zwarte fles (5)      | Maris          |
| 14  | Pernambuco              | Maris          |
| 15  | Pezewever               | Maris          |
| 16  | Popov en Jelena         | Maris          |
| 17  | De Kloef                | Maris/Vercampt |
| 18  | Roe                     | Maris          |
| 19  | Schalkem                | Maris/Vercampt |
| 20  | Aernout komt niet terug | Maris          |
| 21  | Neep                    | Maris/Vercampt |
| 22  | Nelleken                | Maris          |
| 23  | Verveling               | Maris          |